# Perkiö
Perkiö är en boplats från stenåldern i byn Eteläinen i Hauho, Egentliga Tavastland. 
Boplatsen, som ursprungligen legat vid en sjö, upptäcktes 1965 och undersöktes delvis åren 1966–1969. Perkiö är en av Europas rikaste keramikförande boplatser från båtyxekulturens tid, omkring 3200–2300 f.Kr. Fyndmaterialet består nästan enbart av krukskärvor, drygt 30 000, som enligt en försiktig beräkning representerar minst 120 lerkärl. Fynd av stenföremål och spår av deras bearbetning har inte hittats, vilket kan bero på att de ligger i en annan, ännu oundersökt del av boplatsen.